# Limnophila (Limnophila) hilli
Limnophila (Limnophila) hilli is een tweevleugelige uit de familie steltmuggen (Limoniidae). De soort komt voor in het Australaziatisch gebied.